# Lars Søndergaard
Lars Søndergaard (* 5. April 1959 in Aalborg) ist ein dänischer Fußballtrainer und ehemaliger Fußballspieler.
Er spielte während seiner gesamten Karriere für Aalborg BK, ehe ihn ein Kreuzbandriss zur Aufgabe zwang. Danach war er Jugendtrainer und später Co-Trainer bei seinem Stammverein.
Ab 2000 war Søndergaard als Trainer in der österreichischen Bundesliga aktiv. Er war zuerst unter Hans Backe Co-Trainer und später Trainer des SV Austria Salzburg (2000–2003). In der Saison 2004/05 betreute er den FK Austria Wien, bis er von Frank Stronach beurlaubt wurde. Von Jänner 2006 bis Juni 2007 war er als Nachfolger Walter Schachners für den Grazer AK sportlich verantwortlich. In der Saison 2007/08 trainierte er bis zum 22. Oktober 2007 den österreichischen Erstligaclub FC Wacker Innsbruck. Ab 17. Jänner 2008 leitete er bei dem Junior-Team von FC Red Bull Salzburg das Traineramt. Mit Sommer 2008 bekleidete der Däne den Posten des Leiters der Fußball-Akademie von Red Bull Salzburg für ein Jahr. Sein Vertrag wurde danach nicht mehr verlängert.
Nach Stationen als Trainer bei Viborg FF in der zweiten dänischen Liga, SønderjyskE und Aalborg BK wurde er Anfang 2018 Trainer der dänischen Fußballnationalmannschaft der Frauen. Erstes Projekt war die Qualifikation für die WM 2019, wo die Däninnen letztlich in der 1. Playoff-Runde an Europameister Niederlande scheiterten.